# Matias de Albuquerque
Dom Matías de Albuquerque (Lisboa, 1547 — 1609) va ser un militar portuguès, 32è governador de l'Índia i el 15è amb títol de virrei de l'Índia. Era el fill de Camila de Noronha i Manuel de Albuquerque i un descendent d'Afonso de Albuquerque.
Va servir a l'Índia més de trenta anys i als combats que va conduir, va obtenir importants victòries, com a Mangalore (1566) i en la defensa de Goa, que estava sota setge el 1571. Va servir sota el capità Diogo de Meneses, amb qui va compartir victòries i també la desfeta el 1571 a la batalla de Chaliyam. El 1573 va ser nomenat capità de la fortalesa d'Ormuz. Hi va dur a terme obres de reparació perquè estava en mal estat i també va ordenar la construcció de grans dipòsits d'aigua. El 1574 va tornar a Portugal tot i tornar a l'Índia el 1576 com a successor de Diogo de Meneses com a governador de Malacca. El 1581 va ser nomenat capità de Malabar i de 1584 a 1587 d'Ormuz. El 18 de gener de 1590, el rei Felip I el va nomenar virrei de l'Índia, funció que va tenir fins al 1597. Quan va tornar a Portugal, va ser arrestat per ordre del nou rei Felip II, acusat de malversació de fons del Tresor Reial per a ús personal. Podria ser el resultat d'una intriga d'oponents polítics, com que altres fonts mencionen la seva honradesa.
Com a virrei, va tenir fama d'administrador honest i va aconseguir victòries a Ceilan i a la costa Malabar. És considerat un dels més respectats governants dels portuguesos a l'Índia. Es va casar amb Filipa de Vilhena, sense deixar descendència.